# Kerstin Weinbörner
Kerstin Weinbörner (* 23. September 1971) ist eine deutsche Badmintonspielerin. 

## Karriere
Kerstin Weinbörner gewann im Nachwuchsbereich zahlreiche Medaillen bei deutschen und westdeutschen Meisterschaften. Nach zwei Bronzemedaillengewinnen bei den Junioren-Europameisterschaften 1989 erkämpfte sie sich 1990 ihre erste Medaille bei den deutschen Einzelmeisterschaften. Weiteres Edelmetall folgte 1991 und 1992.

## Sportliche Erfolge
| Saison    | Veranstaltung                        | Disziplin   | Platz | Name                                                                                 |
| --------- | ------------------------------------ | ----------- | ----- | ------------------------------------------------------------------------------------ |
| 1982/1983 | Westdeutsche Einzelmeisterschaft U12 | Dameneinzel | 1     | Kerstin Weinbörner (BV Wesel Rot-Weiss)                                              |
| 1983/1984 | Westdeutsche Einzelmeisterschaft U12 | Damendoppel | 1     | Kerstin Weinbörner / Heike Stohlmann (BV Wesel Rot-Weiss / TV Blomberg)              |
| 1983/1984 | Westdeutsche Einzelmeisterschaft U12 | Dameneinzel | 1     | Kerstin Weinbörner (BV Wesel Rot-Weiss)                                              |
| 1984/1985 | Deutsche Einzelmeisterschaft U14     | Mixed       | 1     | Thomas Helber / Kerstin Weinbörner (KSV Baunatal / BV Wesel Rot-Weiss)               |
| 1984/1985 | Westdeutsche Einzelmeisterschaft U14 | Mixed       | 1     | Dirk Gehrke / Kerstin Weinbörner (BV Wesel Rot-Weiss)                                |
| 1984/1985 | Westdeutsche Einzelmeisterschaft U14 | Dameneinzel | 1     | Kerstin Weinbörner (BV Wesel Rot-Weiss)                                              |
| 1984/1985 | Westdeutsche Einzelmeisterschaft U14 | Damendoppel | 1     | Kerstin Weinbörner / Sabine Gehrke (BV Wesel Rot-Weiss)                              |
| 1984/1985 | Deutsche Einzelmeisterschaft U14     | Damendoppel | 1     | Kerstin Weinbörner / Sabine Gehrke (BV Wesel Rot-Weiss)                              |
| 1984/1985 | Deutsche Einzelmeisterschaft U14     | Dameneinzel | 1     | Kerstin Weinbörner (BV Wesel Rot-Weiss)                                              |
| 1985/1986 | Deutsche Einzelmeisterschaft U14     | Damendoppel | 1     | Kerstin Weinbörner / Martina Stropnik (BV Wesel Rot-Weiss / Tbd. Osterfeld)          |
| 1985/1986 | Deutsche Einzelmeisterschaft U14     | Dameneinzel | 1     | Kerstin Weinbörner (BV Wesel Rot-Weiss)                                              |
| 1985/1986 | Westdeutsche Einzelmeisterschaft U14 | Damendoppel | 1     | Kerstin Weinbörner / Martina Stropnik (BV Wesel Rot-Weiss / Tbd. Osterfeld)          |
| 1985/1986 | Westdeutsche Einzelmeisterschaft U14 | Dameneinzel | 1     | Kerstin Weinbörner (BV Wesel Rot-Weiss)                                              |
| 1986/1987 | Westdeutsche Einzelmeisterschaft U16 | Damendoppel | 1     | Kerstin Weinbörner / Stropnik Martina (BV Wesel Rot-Weiss / Tbd. Osterfeld)          |
| 1986/1987 | Deutsche Einzelmeisterschaft U16     | Damendoppel | 1     | Martina Stropnik / Kerstin Weinbörner (TB Osterfeld / BV Wesel Rot-Weiss)            |
| 1986/1987 | Deutsche Einzelmeisterschaft U16     | Dameneinzel | 2     | Kerstin Weinbörner (RW Wesel)                                                        |
| 1986/1987 | Westdeutsche Einzelmeisterschaft U16 | Dameneinzel | 1     | Kerstin Weinbörner (BV Wesel Rot-Weiss)                                              |
| 1986/1987 | Deutsche Einzelmeisterschaft U16     | Mixed       | 1     | Michael Helber / Kerstin Weinbörner (KSV Baunatal / BV Wesel Rot-Weiss)              |
| 1987/1988 | Deutsche Einzelmeisterschaft U18     | Damendoppel | 1     | Kerstin Weinbörner / Karen Stechmann (BV Wesel Rot-Weiss / MTV Mittelnkirchen)       |
| 1988/1989 | Deutsche Einzelmeisterschaft U18     | Damendoppel | 1     | Kerstin Weinbörner / Karen Stechmann (Bayer 05 Uerdingen / VfL Stade)                |
| 1988/1989 | Deutsche Einzelmeisterschaft U18     | Mixed       | 2     | Michael Helber (KSV Baunatal) / Kerstin Weinbörner (Bayer 05 Uerdingen)              |
| 1988/1989 | Deutsche Einzelmeisterschaft U18     | Dameneinzel | 1     | Kerstin Weinbörner (Bayer 05 Uerdingen)                                              |
| 1989      | German Juniors                       | Damendoppel | 1     | Karen Stechmann / Kerstin Weinbörner (VfL Stade / FC Bayer 05 Uerdingen)             |
| 1989      | Junioren-Europameisterschaft         | Mixed       | 3     | Michael Helber / Kerstin Weinbörner                                                  |
| 1989      | Junioren-Europameisterschaft         | Damendoppel | 3     | Kerstin Weinbörner / Karen Stechmann                                                 |
| 1989/1990 | Deutsche Einzelmeisterschaft         | Mixed       | 3     | Bernd Schwitzgebel / Kerstin Weinbörner (TuS Wiebelskirchen / FC Bayer 05 Uerdingen) |
| 1989/1990 | Deutsche Einzelmeisterschaft U18     | Damendoppel | 1     | Kerstin Weinbörner / Karen Stechmann (Bayer 05 Uerdingen / SSV Heiligenwald)         |
| 1989/1990 | Deutsche Einzelmeisterschaft U22     | Damendoppel | 2     | Kerstin Weinbörner (SSV Heiligenwald) / Karen Stechmann (VfL Stade)                  |
| 1990/1991 | Deutsche Einzelmeisterschaft         | Damendoppel | 3     | Karen Stechmann / Kerstin Weinbörner (Stade / SSV Heiligenwald)                      |
| 1991/1992 | Deutsche Einzelmeisterschaft         | Damendoppel | 2     | Kerstin Weinbörner / Karen Stechmann (FC Bayer 05 Uerdingen / VfL Stade)             |
| 1991/1992 | Deutsche Einzelmeisterschaft U22     | Damendoppel | 2     | Karen Stechmann (VfL Stade) / Kerstin Weinbörner (Bayer 05 Uerdingen)                |
| 1992/1993 | Deutsche Einzelmeisterschaft U22     | Damendoppel | 1     | Kerstin Weinbörner / Karen Stechmann (Bayer 05 Uerdingen / FC Langenfeld)            |